# Blue-merle

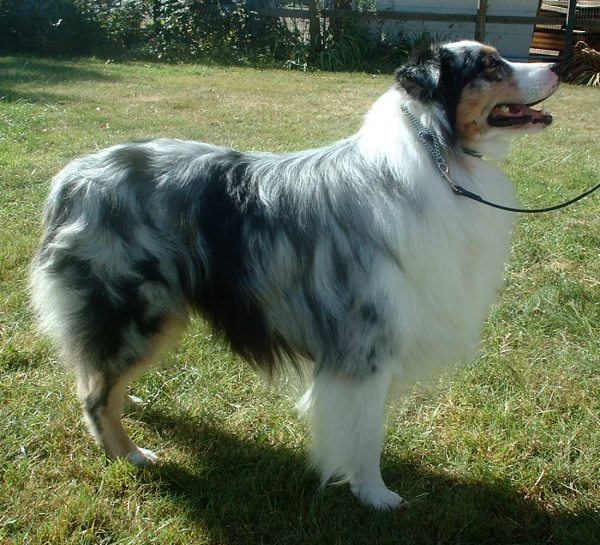
Owczarek australijski o umaszczeniu blue merle

Blue-merle – maść występująca głównie wśród psów, inaczej nazywana umaszczeniem marmurkowym. Srebrno-niebieska szata z nieregularnymi czarnymi łatami i podpalaniem na pysku i kończynach. Preferowane są łaty nieduże i częste, nie "rozlane". 
Przy umaszczeniu blue-merle oczy często są niebieskie. Rasy, u których występuje blue-merle, to głównie psy z grupy I FCI (między innymi owczarki szkockie długowłose, owczarki szkockie krótkowłose, owczarki szetlandzkie, owczarki australijskie, border collie, welsh Corgi Cardigan), ale także IV FCI (jamniki). Nieznane w Polsce Koolie (German Coolie) również pojawiają się w tym umaszczeniu.
W amerykańskich hodowlach myszy rasowych również pojawiają się osobniki o umaszczeniu Blue-merle.